# Bathyraja murrayi
Bathyraja murrayi är en rockeart som först beskrevs av Günther 1880.  Bathyraja murrayi ingår i släktet Bathyraja och familjen egentliga rockor. IUCN kategoriserar arten globalt som nära hotad. Inga underarter finns listade.